# Catoptria hilarellus
Catoptria hilarellus là một loài bướm đêm trong họ Crambidae.